# 緑の行進

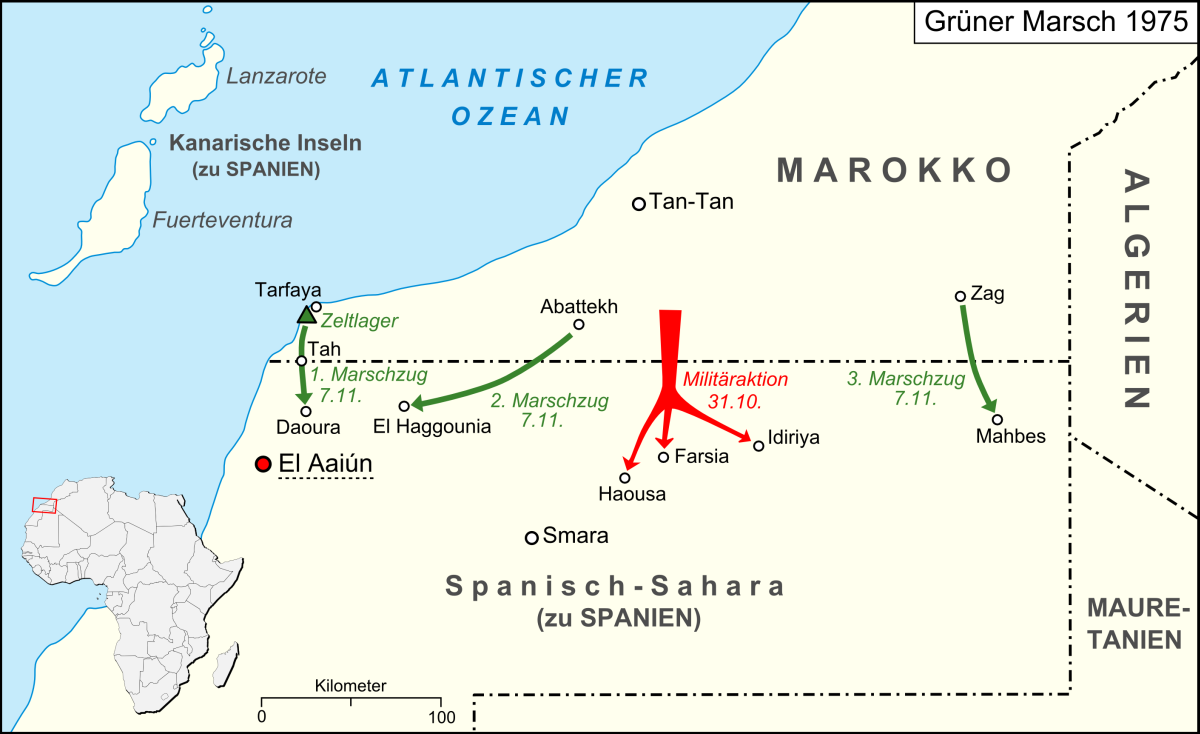
緑の行進の進路

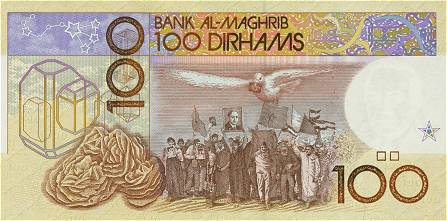
緑の行進を記念して発行された100ディルハム紙幣

緑の行進（みどりのこうしん）は、1975年11月、モロッコ政府によって調整された戦略的大規模デモンストレーション。これによってスペインは、モロッコとの係争地域西サハラの割譲を余儀なくされた。

## 概要
緑の行進は、ひろく周知された非常に大規模かつ大衆的なデモ行進であった。およそ35万人にのぼる非武装の（と言っているものの、空軍機の上空援護つきだった）モロッコ市民は1975年11月6日、モロッコ南部の都市タルファヤに集結。国境をこえて西サハラに足を踏み入れよとする国王ハサン2世の合図を待った。参加者はモロッコの国旗、「モロッコ領サハラの返還」を求める幟を振りたて、また国王とクルアーンの写真を掲げていた。また「緑の行進」の「緑」はイスラームにおける象徴色を意図したものである。行進は国境に達したが、スペイン国境警備兵は流血の事態を避けるため発砲を禁じられた。
領域の確保準備、および潜在的に予期されるアルジェリアからの報復的反攻に備えるため、モロッコ軍は西サハラ北東部へ進駐。この時点ですでに2年間にわたる独立運動を繰り広げていたポリサリオ戦線による散発的抵抗に遭遇することになる。

## 背景
スペイン領サハラの北に境を接するモロッコは、歴史的経緯から同地域がモロッコの一部として不可分な領域であり、スペインの撤退後も独立させるべきではないと長らく主張している。また南のモーリタニアも同様に、スペイン領サハラは事実としてモーリタニア領である、と同様の主張を行っている。現地人のサハラウィー人も1973年以降、アルジェリアの支援を受けたポリサリオ戦線に主導され、スペイン支配に反抗するゲリラ戦を展開。1975年10月、スペインは権力の移譲について反政府運動指導者らと秘密裏の交渉を開始。両者はアイユーンで交渉、さらにエル・ワリとスペイン外相ペドロ・コルティナ・マウリとの会談がアルジェで開かれた。
モロッコは主張の正当性確保を目的として国際司法裁判所へ提訴。国際司法裁判所は、歴史における忠誠の誓いについて法的拘束を認めたものの、しかしそれは「若干の、わずかに若干の」サハラウィー部族とモロッコのスルターンのあいだのものであって、別のサハラウィー部族とモーリタニアの関係に認められる権利と異なるところはない、とした。さらにスペインの植民地化の時点で、西サハラ地域に対するモロッコおよびモーリタニアの領土主権の関係は存せず、両国の取り持った関係は、両国によるスペイン領サハラ地域併合を支持するほど広範な関係とは言えず、むしろ土着民（サハラウィー）は土地の所有者であり、したがって自決権を持つと裁判官は述べている。これは、主権をめぐる問題の政治的解決策がスペイン、モロッコ、モーリタニアによる統合、あるいは分割、また独立のいずれであっても、スペイン領サハラの人びとによって明確に承認されなければならないことを意味するものであった。この裁判の結果発行される国際司法裁判所勧告意見は10月16日に発行されることとなっていた。しかし発行前日10月15日、国際連合の派遣団がサハラウィーは「圧倒的に」独立を支持していると結論づけていたことが問題をややこしくした。
モロッコ王ハサン2世は、以前に存在したモロッコとサハラウィーとのあいだの忠誠関係を引いて、みずからの立ち位置を強化するとともに、公に司法裁判所の自決権に関する判断についてなんらの言及もしていない（この態度は7年後、アフリカ統一機構で正式に住民投票に同意するまで続く）。そして勧告意見が発行されることに先立って、スペイン領サハラに対し「祖国の再統合」のため「緑の行進」を組織すると発表したのである。

## 主権にかかわるモロッコ側の議論
モロッコによれば、モロッコ国家による主権の行使は、スルターンに対する公的な忠誠誓約によって特徴的に表現されているとする。この忠誠がスペインによる占領の数世紀前から存在しており、かつそれは法的、政治的関係であった、というのがモロッコの意見である。たとえばスルターン・ハサン1世がこの領域に対する外国の侵略に終止符を打ち、正式に部族長やカーディー（法官）を任ずるために2度にわたる遠征を行ったこと、さらに国際司法裁判所での弁論では、さらに主権行使の例として租税徴収についても言及している。また地方レベルでの統治者や軍官への任命と任務の配分も主権行使のあらわれとしている。
またモロッコ政府は、1861年のスペイン、1786年および1836年のアメリカ合衆国、1856年のイギリスとの条約も示している。
しかし司法裁判所は「モロッコの論拠とする国内的、国際的行動のいずれも当時における西サハラとモロッコ国家のあいだに領土的主権に関する法的拘束の存在、あるいはそれに対する国際的認知を示すものではない。モロッコ国家特有の構造を考慮してさえ、それらの論拠はモロッコが西サハラにおけるいかなる実効的排他的活動をも示すものではない」と指摘している。

## マドリード協定

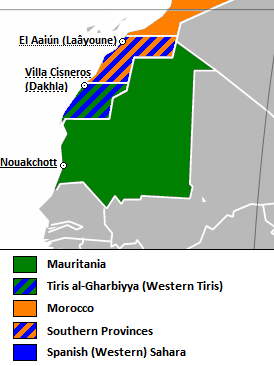
協定によるモロッコとモーリタニアの領域

スペインはモロッコとの係争が戦争に導かれかねないことを危惧。また、総統フランコが危篤状態にあって政府は乱れ、植民地での問題に関わる情勢ではなかった。すぐ前年にはポルトガルのエスタド・ノヴォ政府が、アンゴラとモザンビークでの植民地戦争を停滞させたあげくに、カーネーション革命で打倒されていた。したがって緑の行進以降、スペインはスペイン領サハラにおける権益を可能な限り保持すべく、モロッコとの直接二国間交渉に入ることで同意。またモロッコと同様の要求をもつモーリタニアも加わった。その結果もたらされたのが11月14日のマドリード協定で、スペイン領サハラをモーリタニアとモロッコで分割するというものである。
スペインはブー・クラーのリン鉱山における利権の35%、また沖合漁業権を獲得した。モロッコは北部、すなわちサギア・エル・ハムラおよびリオ・デ・オロのほぼ半分を要求し、モーリタニアはティリス・アル・ガルビーヤの呼称でスペイン領サハラの南部3分の1の占領を進めた。のちに1979年8月、モーリタニアは当該地域に対する要求をすべて断念。以降はモロッコによる占領となる。
ポリサリオ戦線は、アルジェリアの強い支援を受けてマドリード協定を拒否。サハラウィーの自決権にかんする国際司法裁判所の勧告意見を尊重することを要求した。すなわち新たな統治者への武器の引渡、完全な独立か、あるいはこの問題に関する国民投票が履行されるべきとの要求である。係争は解決されなかった。
1991年、独立に関する国民投票の実施方法などをめぐる論争を解決するため、モロッコとポリサリオ戦線とのあいだで合意が締結された。現在は事実上の停戦状態にある。停戦監視および国民投票の準備を任務として国連西サハラ住民投票監視団（MINURSO）が組織されたものの、2007年現在も投票は行われていない。モロッコは2000年に国民投票案を実施不能として拒否、モロッコ内部での西サハラ自治案を提起しているが、これはポリサリオ戦線およびアルジェリアに拒否された。モロッコ政府によれば同自治案は2007年4月に国連に示されることとなっている。